# 塩冶興久
塩冶 興久（えんや おきひさ）は、戦国時代の武将。尼子氏の家臣。尼子経久の3男。

## 生涯
明応6年（1497年）、出雲国の戦国大名・尼子経久の三男として誕生。
永正8年（1511年）、西国の大々名である周防山口の大内氏当主・大内義興が上洛した際に経久がこれに従った縁により、義興から偏諱（｢興｣の字）の授与を受けて興久と名乗る。同時期には次兄の尼子国久も管領の細川高国から1字を受けており、父・経久が将軍・足利義稙を支援する義興・高国両者との関係を親密にしようとしていた狙いがあったとされている。
出雲源氏の嫡流である塩冶氏の養子となり、永正15年（1518年）の日御碕神社への社領寄進の際において、寄進状に「塩冶彦四郎興久」と記されていることから、この時期に既に養子となっていたとみられる。塩冶氏は出雲西部では大きな勢力を持つ一族で、鎌倉幕府時には出雲守護を務めていた名族であった。斐伊川を中心に勢力を扶植しており、同族の高岡氏、古志氏や出雲大社宮司の北島氏・千家氏とも血縁関係を持ち、室町時代には幕府奉公衆を務め、守護不入の特権を持っていた。こういった背景もあり、出雲守護となった父・経久が、塩冶氏を配下に取り込むべく養子に出したと思われる。
興久は父の意向に従い、その思惑通りに幕府御料を直轄地とし、古志氏などを尼子配下に組み入れるなどしたが、塩冶氏の権益を独自に維持する必要もあり、出雲大社・雲南地域に力を持つ三沢氏・多賀氏などの反尼子諸勢力との結び付きを強めていく。更には、興久は備後国北部に勢力を持つ山内氏の娘を娶り、塩冶氏の同盟勢力は出雲西部・出雲南部、備後北部に至るまで拡大していた。
享禄3年（1530年）、興久は父・経久に対して反乱を起こす。『陰徳太平記』によれば、所領加増が認められなかったために反乱を起こしたとあるが、連年に渡る遠征に伴う国人領主の負担への反発、尼子家中における重臣達の勢力争いも背景にあり、出雲国における尼子氏統治への不満も大きく、出雲国を二分しての尼子氏と塩冶氏の全面対決に至ったと推測される。また、この頃に尼子氏と大内氏は対立関係にあり、前述の通り大内義興から偏諱を受けている興久が反尼子派になったと考えても割と自然であるといえ、こちらも一因となっている可能性はある。なお、時期については、杵築大社（現・出雲大社）旧御遷宮次第に「興久は同年の3月8日に出雲大社の柱立を行う等した後に乱を起こした」と記述されており、こちらが正しいと思われる（軍記物では2年後となっている）。同年4月5日、興久が書き記した書状によれば、成相寺の尼子氏からの公役忌避及び所領・地位保障を約束しており、この時期には経久との確執は相当深くなっていたとみられる。この乱で興久側の立場となったのは、出雲大社・鰐淵寺・三沢氏・多賀氏・真木氏・備後山内氏・但馬山名氏などの出雲西部・南部の有力国人で、尼子氏の出雲西部での求心力が低いことが露呈される。
この反乱は、尼子氏の足元を揺るがしかねない大規模なもので、鰐淵寺なども興久支持に回り、尼子氏がその傘下に組み入れることを狙っていた出雲国大原郡の国人領主達が興久側へと鞍替えしている。興久は大内氏へと支援を求めたが、両者共倒れを狙う大内義隆（義興の嫡男）は劣勢であった経久側を支持する。なお、義興と経久の和睦には大内・尼子双方に伝手を持つ、安芸国の国衆毛利元就が仲介にあたっていたと考えられ、享禄4年（1531年）7月10日、経久の嫡孫である尼子詮久（後の晴久）と毛利元就の間で義兄弟の約束が交わされている。
興久は善戦するも、遂に最後の砦であった出雲佐陀城が陥落し、妻の実家である山内氏を頼って備後国へと逃れた。備中国新見氏への書状によれば、天文2年（1533年）に尼子経久から備後遠征に伴う出兵を求められており、備後に逃れた後も興久が抵抗していたことが窺える。
天文3年（1534年）に自害。乱は終決した。興久の遺領は子の清久と、次兄の国久が継いだ。
この興久の乱により、経久の出雲国の支配体制、また尼子家中の権力基盤に問題があることが鮮明となり、後に尼子宗家権力基盤強化への道と繋がっている。

## 関連作品
- 『毛利元就』（1997年、NHK大河ドラマ、演：鈴木九太郎）